# Under a Violet Moon
Under a Violet Moon – drugi album grupy muzycznej Blackmore’s Night, wydany w 1999.

## Lista utworów
1. Under a Violet Moon
2. Castles And Dreams
3. Past Time With Good Company
4. Morning Star
5. Avalon
6. Possum Goes To Prague
7. Wind In The Willows
8. Gone With The Wind
9. Beyond The Sunset
10. March The Heroes Home
11. Spanish Nights (I Remember It well)
12. Catherine Howard's Fate
13. Fool's Gold
14. Durch Den Wald Zum Bach Haus
15. Now and Then
16. Self Portrait